# Greenland Ice Sheet Project
Il Greenland Ice Sheet Project (GISP) (in italiano: Progetto per la calotta glaciale della Groenlandia) era un progetto di perforazione per l'estrazione di carote di ghiaccio e dati paleoclimatologici contenuti nella calotta glaciale della Groenlandia.
Il programma, che ha avuto una durata decennale, ha coinvolto scienziati provenienti dalla Danimarca, dalla Svizzera e dagli Stati Uniti. Il progetto è stato finanziato dalla National Science Foundation (NSF) degli USA, di cui ha rappresentato uno dei principali progetti negli anni 1970-80, dal Fondo nazionale svizzero per la ricerca scientifica e cofinanziato dalla Commissione danese per la ricerca scientifica in Groenlandia (in danese: Kommissionen for Videnskabelige Undersøgelser i Grønland). 
I dati ottenuti da GISP hanno contribuito a migliorare la conoscenza della storia della calotta glaciale della Groenlandia e della storia climatica della Terra. Hanno dimostrato la grande importanza che conservano i dati climatici conservati nelle calotte glaciali. Ad esempio, i ricercatori hanno scoperto che durante l'ultima era glaciale in Groenlandia si sono verificate violente fluttuazioni climatiche, i cosiddetti eventi di Dansgaard-Oeschger. Sono state trovate anche tracce degli eventi di Heinrich.

## Cronologia
I lavori di ricerca sul campo per il GISP iniziarono nel 1971 nel sito di perforazione Dye 3 (65°N 43°W), dove fu ottenuta una carota di ghiaccio di 10,2 cm di diametro e una lunghezza di 372 metri. Successive perforazioni vennero compiute ogni anno in diversi punti della calotta glaciale. La prima è stata la carota di 398 m ottenuta a Milcent, seguita dalla carota di 405 m ricavata vicino alla stazione di Crete.
La necessità di risolvere una serie di problemi ingegneristici e logistici portò allo sviluppo di una carotatrice elettromeccanica di fabbricazione danese più sofisticata, che fosse in grado di scendere fino a incontrare il substrato roccioso. Nell'estate del 1979, iniziarono le perforazioni al sito Dye 3, praticando un foro con un diametro di 18 cm che arrivò fino a una profondità di 80 m.
Le perforazioni continuarono nelle due estati successive, finché il 10 agosto 1981 fu raggiunto il substrato roccioso alla profondità di 2037 m.
Il sito Dye 3 rappresentava un compromesso: da un punto di vista glaciologico sarebbe stato meglio utilizzare una posizione più elevata sullo spartighiaccio e in corrispondenza di un fondo roccioso più liscio; da un punto di vista logistico però, questo sito sarebbe stato troppo lontano.

## Perforazioni del programma GISP
| Anno      | Località      | Coordinate      | Tipo di perforazione       | Diametro carota (cm) | Profondità (m) | Note |
| --------- | ------------- | --------------- | -------------------------- | -------------------- | -------------- | --- |
| 1971      | Dye 3         | 65°11′N 43°49′W | Termica                    | 10,2                 | 372            | CRREL termica. |
| 1972      | North Site    | 75°46′N 42°27′W | SIPRE                      | 7,6                  | 15             | |
| 1972      | Crete         | 71°07′N 37°19′W | SIPRE                      | 7,6                  | 15             | |
| 1973      | Milcent       | 70°18′N 45°35′W | Termica                    | 12,4                 | 398            | CRREL termica. |
| 1973      | Dye 2         | 66°23′N 46°11′W | Poco profonda              | 7,6                  | 50             | |
| 1974      | Crete         | 71°07′N 37°19′W | Termica                    | 12,4                 | 405            | CRREL termica. |
| 1974      | Dye 2         | 66°23′N 46°11′W | Poco profonda              | 10,2                 | 101            | |
| 1974      | Summit        | 71°17′N 37°56′W | Poco profonda              | 7,6                  | 31             | |
| 1975      | Dye 3         | 65°11′N 43°49′W | Poco profonda              | 7,6                  | 95             | |
| 1975      | South Dome    | 63°33′N 44°36′W | Poco profonda              | 7,6                  | 80             | |
| 1975      | Hans Tausen   | 82°30′N 38°20′W | Poco profonda              | 7,6                  | 60             | |
| 1976      | Dye 3         | 65°11′N 43°49′W | Wireline                   | 10,0                 | 93             | CRREL wireline; carotaggio di prova prima di mandare la sonda alla Barriera di Ross.                                                             |
| 1976      | Hans Tausen   | 82°30′N 38°20′W | Poco profonda              | 7,6                  | 50             | |
| 1977      | Camp Century  | 77°10′N 61°08′W | Poco profonda              | 7,6                  | 100            | |
| 1977      | Dye 2         | 66°23′N 46°11′W | Poco profonda              | 7,6                  | 84             | |
| 1977      | North Central | 74°37′N 39°36′W | Poco profonda              | 7,6                  | 100            | |
| 1977      | Camp III      | 69°43′N 50°08′W | Poco profonda              | 7,6                  | 49             | |
| 1978      | Dye 3         | 65°11′N 43°49′W | Poco profonda              | 10,2                 | 90             | |
| 1978      | Camp III      | 69°43′N 50°08′W | Poco profonda              | 7,6                  | 80             | |
| 1979-1981 | Dye 3         | 65°11′N 43°49′W | Termica & elettromeccanica | 10,2                 | 2037           | CRREL termica fino 80 m per installare l'incastellatura; perforazione con sonda danese ISTUK elettromeccanica da 80 m fino al supporto roccioso. |

## GISP2

Andamento delle temperature nella Groenlandia centrale nel corso dell'Olocene in base ai rilevamenti GISP2.

Nel 1989 è stato dato inizio al progetto GISP2, un proseguimento del progetto iniziale, con lo scopo di ottenere una carota di ghiaccio di 3.000 metri di lunghezza, in modo da ottenere dati climatici relativi agli ultimi 200.000 anni. 
GISP2 è stato finanziato dalla "Division of Polar Programs" della National Science Foundation, come parte dell'Arctic System Science Initiative (ARCSS).
Il 14 settembre 1991, GISP2 aveva raggiunto una profondità di 1510 m. Le sezioni di ghiaccio più antiche della carota risalgono all'8.000 a.C. 
Il carotaggio raggiunse il substrato roccioso (continuando la perforazione per altri 1,55 metri) dopo cinque anni di attività. Nel frattempo studiosi europei portavano avanti un carotaggio parallelo chiamato GRIP.
Il 1º luglio 1993, dopo aver perforato 3.053,44 m di ghiaccio e 1,55 m di roccia, è stata estratta la carota di ghiaccio più lunga ottenuta fino a quel momento nel mondo.
La parte più consistente della carota GISP2 è conservata al National Ice Core Laboratory di Lakewood, Colorado, negli USA.

### Luogo di perforazione
Le perforazioni del GISP2 sono state praticate in una posizione glaciologicamente migliore, nel punto più alto della calotta glaciale della Groenlandia occidentale, alle coordinate 75°N 38°W, ad un'altitudine di 3208 m sul livello del mare. Questo punto si trova sullo spartighiaccio, e quindi il ghiaccio in questa zona fluisce sia verso ovest che verso est.
Il foro di perforazione del GISP2 veniva ricontrollato annualmente durante la campagna estiva per investigare le proprietà post-deposizionali dei gas e degli aerosol nel firn. Alla fine il luogo divenne il sito di un osservatorio climatico annuale del NSF/NOAA chiamato Greenland Environmental Observatory o GEOSummit.

### Tecnica di perforazione
Per la perforazione è stata utilizzata una piattaforma di perforazione alta 20 m, oltre a speciali teste di perforazione. La carota di ghiaccio ottenuta è stata segata in singole porzioni di 2 e 6 m di lunghezza. Quando si maneggiano le carotatrici, è necessario fare attenzione a garantire che la punta non sia contaminata da materiale estraneo; anche un tocco con la mano nuda avrebbe potuto distorcere la valutazione successiva.